# Miguel Toro Ramírez
Miguel Toro Ramírez (Caracas 5 de agosto de 1898 - Ibídem 30 de octubre de 1964), fue un destacado novelista y dramaturgo venezolano que captó con profundo realismo y no pocas veces velada ironía las costumbres de la Caracas de los techos rojos. Fue autor de una novela de profunda significación en la literatura venezolana. Ello no sólo por ser la primera referida al impacto de la aparición del petróleo en Venezuela, sino también por ser la primera que trata del problema de la corrupción en el país. Como tal es objeto de análisis y estudio.

## Familia
Miguel Toro Ramírez pertenece a una familia caraqueña que ha sobresalido en la producción intelectual y científica y entre cuyos miembros figura Fermín Toro. Fue hijo de Carlos Toro Manrique, primo hermano de Carlos Acedo Toro y tío de Alfredo Toro Hardy y José Toro Hardy.

## El Señor Rasvel
Miguel Toro Ramírez es autor de diez novelas y de cinco obras de teatro, atribuyéndosele una importante producción no publicada. Disfrutó de mucha popularidad en su momento, aunque fue cayendo en el olvido con el paso de los años. Si bien su nombre permaneció vivo gracias a los diccionarios de literatura venezolana, el impacto de su obra desapareció por completo de la memoria colectiva. No obstante, los estudiosos de los albores de la época petrolera en Venezuela descubrieron en las bibliotecas su obra El Señor Rasvel, transformándola en objeto de admiración y de análisis frecuente. Junto con Mene de Ramón Díaz Sánchez, resultó precursora del tema petrolero en Venezuela, convirtiérndose en un testimonio clave no sólo de las interioridades de ese mundo, sino del impacto humano y social causado por la súbita aparición de esta fuente de riqueza y de corrupción. Fue la primera de las referidas novelas en aparecer y según los tratadistas del tema la más original y realista. Entre quienes han estudiado la novela y destacado su significado literario, histórico y sociológico cabría referir a Marisol Pérez Schael, Manuel Caballero, Miguel Ángel Campo, Cósimo Mandrillo, Gustavo Luis Carrera o Jessica Ramos-Harthuw.
Marisol Pérez Schael contrastaba en estos términos la perdurabilidad en el tiempo de Mene de Díaz Sánchez, frente al olvido en el que durante décadas cayó El Señor Rasvel:

Mene sobrevive, El Señor Rasvel desaparece. La primera forma parte de la enseñanza obligatoria, la segunda ha quedado como un libro raro. ¿Qué pasó con Rasvel? La importancia de la novela de Toro Ramírez es sociológicamente crucial: su personaje es el pícaro nacional, ese venezolano ladino...¿Por qué entonces Mene? Es posible que ello se deba a que Díaz Sánchez incluye el repertorio de ideas salvadoras: la violencia de las compañías extranjeras, el impacto de su dominación en Venezuela y el orgullo nacional. Mientras que la novela de Toro Ramírez al hablarnos de la inmoralidad generalizada del burócrata y del protagonismo de los venezolanos ladinos, victoriosos desde comienzos de siglo en esa estrategia de enriquecimiento acelerado, nos obliga a abandonar el maniqueísmo convencional que opone lo nacional y lo extranjero, para confundirlos en la figura de la corrupción 

En palabras del Profesor Miguel Ángel Campos: 

Cuan util hubiera sido para el país haber elegido esta novela como espejo de sus pasiones y no, por ejemplo, aquella otra Mene. Esa fue una elección de fe... El realismo de Rasvel debía ocultarse, pues se lo exponía como rasgo de la gens... Rompiendo con todos los maniqueísmos y como un acto de fuerza, surge el peso de una novela como El Señor Rasvel. La escritura anterior no hacía prever estos tipos cínicos de oficina y vidas dominadas por la codicia personal de esa obra contraaleccionadora... Roto queda para siempre el esquema de la candidez nacional y la perversidad del extraño. De todos modos, ese arquetipo de gerente hecho instrumento de una inteligencia codiciosa criolla no prosperará en el plan moral de nuestra literatura que adelanta juicios y ya está orientada por razones sentimentales".

En efecto, los estudiosos de esta novela la singularizan como atípica frente a la corriente moralizadora de la novelística venezolana. El Señor Rasvel se presenta como expresión de una viveza criolla siempre a la búsqueda de una oportunidad para medrar en la corrupción, sólo que en este caso su personaje la justifica como un acto de justicia frente a la depredación mayor de la que es objeto el país con la sustracción de su petróleo a precios irrisorios. Según señala Cósimo Mandrillo: 

A pesar de ser empleado de lo que hasta hace poco se llamaba en Venezuela la nómina mayor de una empresa petrolera, Rasvel se distancia, desacraliza el gran acto económico y político que significa la implantación de la industria en el país, se lo apropia y lo hace funcionar de acuerdo a sus intereses y su viveza criolla. La gran justificación es la visión de unos inversionistas que residen en Nueva York o en alguna otra metrópolis disfrutando, casi de manera obscena, el producto del trabajo de Rasvel. Con el Señor Rasvel, Toro Ramírez inaugura una forma alternativa de enunciar y denunciar el imperialismo al tiempo que desarrolla el tipo de criollo mañoso que sirve para reafirmar el viejo espíritu de distanciamiento del extranjero

El Señor Rasvel ha llegado a constituirse en fuente obligada de estudio en las universidades venezolanas de nuestros días, lo cual representa un acto vindicatorio frente al olvido al cual se vio sometido y al manifiesto predominio del que disfrutó Mene durante varias décadas. En 2019, dicha obra fue incorporada a la colección de títulos de la Biblioteca Ayacucho, la cual contiene las principales obras de la literatura latinoamericana.

## Obras Publicadas
Junto a una extensa obra escrita al parecer inédita, Miguel Toro Ramírez publicó las siguientes obras:
Novela:
- Los Ilusos, Caracas, 1925

- Pecados Veniales, Caracas, 1925

- Bienamada, Caracas, 1926

- El Gallo Pelón, Caracas, 1929

- La Señorita Bien: Escenas de la Vida Caraqueña, Caracas, 1929

- El Señor Rasvel, Caracas, 1934, 2005, 2010, 2019.

- Las Apasionadas, Caracas, 1935

- Fango, Caracas, 1936

- El Manuscrito de un Provinciano, Caracas, 1936

- Líder en Ciernes, Caracas, 1937

Teatro:
- Los Escépticos, Caracas, 1928

- La Igualdad de Moral, Caracas, 1934

- El Judío Andaluz, Caracas, 1934

- Jóvenes de Ahora, Caracas, 1935

- Los Degenerados, Caracas, 1934